# EMIクリスチャン・ミュージック・グループ
EMIクリスチャン・ミュージック・グループ（EMI Christian Music Group、略称EMI CMG）は英EMIの子会社で、テネシー州ナッシュビルに本拠を置くレコード・レーベルグループ。クリスチャン・ロックなどコンテンポラリー・クリスチャン・ミュージック全般を扱う。

## レーベル
- EMI CMGディストリビューション (EMI CMG Distribution)
  - クリデンシャル・レコーディングス (Credential Recordings)
  - フォアフロント・レコード (ForeFront Records)
  - スパロー・レコード (Sparrow Records)
  - シックスステップレコード (Sixstepsrecords)
  - ウォーシップ・トゥゲザー (Worship Together)
- トゥース・アンド・ネイル・レコード (Tooth and Nail Records)
  - BECレコーディングス (BEC Recordings)
  - ソリッド・ステイト・レコード (Solid State Records)
- EMI CMGパブリッシング (EMI CMG Publishing)
- EMIゴスペル (EMI Gospel)
- ゴーテー・レコード (Gotee Records) ※現在は独立